# Bolesławiec
Bolesławiec és una ciutat polonesa que es troba a la vora del riu Bóbr, al voivodat de Baixa Silèsia. El 2006 tenia 40.837 habitants. Des del 1999 pertany al voivodat de Baixa Silèsia, abans (1975-1998) pertanyia al voivodat de Jelenia Góra. ÉS la seu de l'administració del comtat de Bolesławiec i del Gmina Bolesławiec (tot i que no en forma part, del territori, el poble és un gmina urbà per si sol).

## Història

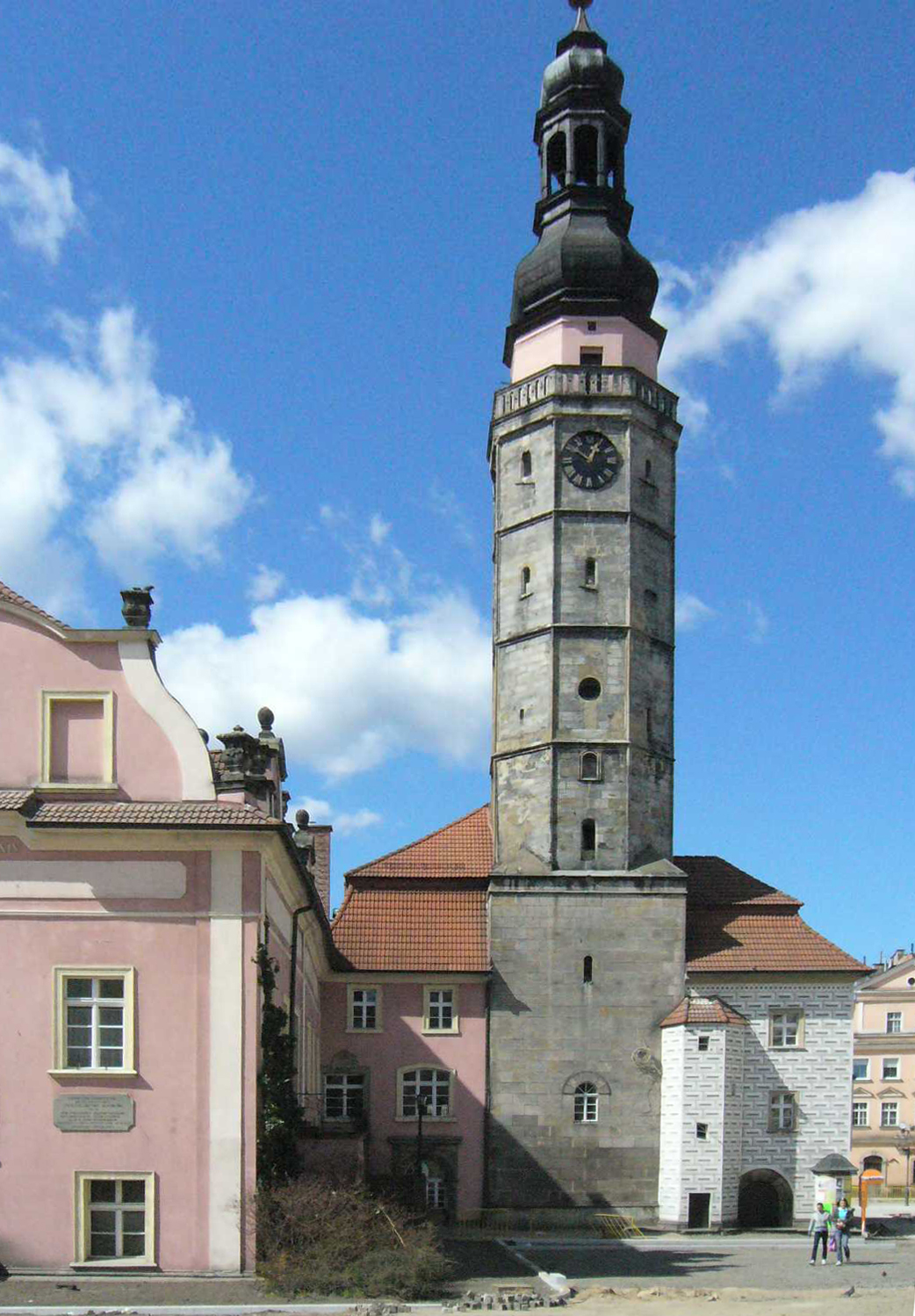
Edifici comunal.

La primera vegada que es menciona Bolesławiec a Baixa Silèsia és el 1201. Segons la tradició, els ciutadans van participar en la batalla de Legnica durant la invasió mongol de Polònia el 1241. Més tard la ciutat, que des del 297 pertanyia al duc de Jawor de Silèsia, fou renovada amb murades de protecció i fortificacions. El segell de la ciutat, que ha perdurat fins a l'actualitat, fou emprat per primera vegada l'any 1316. El 1346 Bolesławiec fou heretada pel duc Bolko II el petit de Świdnica i, en morir el 1368, la ciutat passà a formar part del Regne de Bohèmia, sota el govern de Carles IV. Durant les guerres hussites, el 1429, fou destruïda, per això el 1479 s'hi construïren dobles murades de protecció.
La majoria dels burgesos que hi vivien esdevingueren protestants el 1522, per això Bolesławiec començà a exercir un paper important en la difusió de la Reforma. La seu comunal d'estil renaixentista fou reconstruïda per Wendel Roskopf el 1525 i alhora començà a construir-se un sistema de clavegueram, una oba difícil i inusual en aquella època, que fou acabada el 1565 i fou el primer sistema de canalització d'Europa Central. El 1558 aparegué a la ciutat el primer farmacèutic.
Entre el 1942 i el 1945 va servir com a camp de concentració a Bunzlau. Després de la Segona Guerra Mundial un contingent de l'Exèrcit Roig va instal·lar-se a Bolesławiec, i va romandre-hi fins al 1992. Potser això explica que després del 1945 Polònia va ser el centre de gran part de l'administració soviètica de l'Alemanya de l'Est per part de la Unió Soviètica. No obstant això, l'església evangèlica alemanya de Bunzlau va continuar funcionant des del 1945 fins al 1950. Això contrasta amb allò que va passar a altres antigues parts d'Alemanya a l'est de la línia Oder-Neisse.

## Fills il·lustres
- Christoph Praetorius (mort el 1609) compositor musical.[2]

## Ceràmica Bunzlau

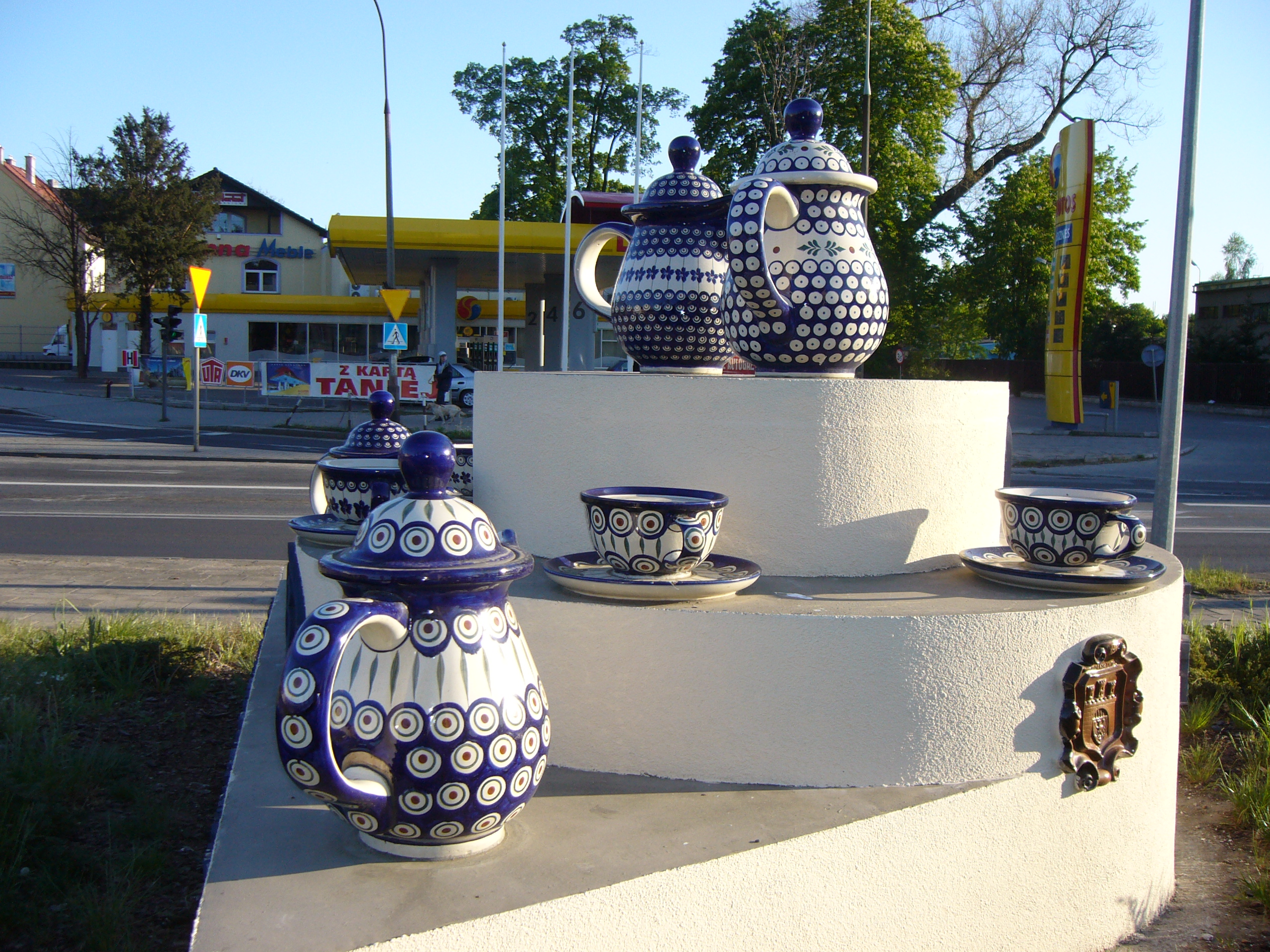
Ceràmica de Bolesławiec.

Durant força temps Bolesławiec ha estat coneguda per la seva fàbrica de ceràmica Bunzlauer. La ceràmica fou un article típic d'aquesta zona durant molt de temps, ja el 1511 es menciona el gremi de ceramistes de Bolesławiec. La història de la ceràmica a la regió es remunta a començaments del segle vii. Ja tot de peces de començaments del 1700 i 1800 eren fetes servir pels pagesos per emmagatzemar aliments.
A les acaballes del segle xix els ceramistes de Bolesławiec començaren a crear nous models de ceràmiques per a ús domèstic. Alhora, vren començar a experimentar amb esmalts colorits, tècniques d'esponja i diversos dissenys decoratius. Una gran proporció de la ceràmica és gres pintat a mà d'alta qualitat. El 1898, el govern alemany fundà una Escola Tècnica d'Entrenament en Ceràmica per impulsar el desenvolupament d'aquest art.